# Sättnässjön
Sättnässjön är en sjö i Ljusdals kommun i Hälsingland och ingår i Ljusnans huvudavrinningsområde. Sjön har en area på 0,754 kvadratkilometer och ligger 378 meter över havet. Sjön avvattnas av vattendraget Dåasån (Mångån).

## Delavrinningsområde
Sättnässjön ingår i det delavrinningsområde (685236-147319) som SMHI kallar för Utloppet av Sättnässjön. Medelhöjden är 399 meter över havet och ytan är 5,56 kvadratkilometer. Räknas de 9 avrinningsområdena uppströms in blir den ackumulerade arean 86,9 kvadratkilometer. Dåasån (Mångån) som avvattnar avrinningsområdet har biflödesordning 4, vilket innebär att vattnet flödar genom totalt 4 vattendrag innan det når havet efter 186 kilometer. Avrinningsområdet består mestadels av skog (67 procent) och sankmarker (18 procent). Avrinningsområdet har 0,75 kvadratkilometer vattenytor vilket ger det en sjöprocent på 13,5 procent.